# Stabilus

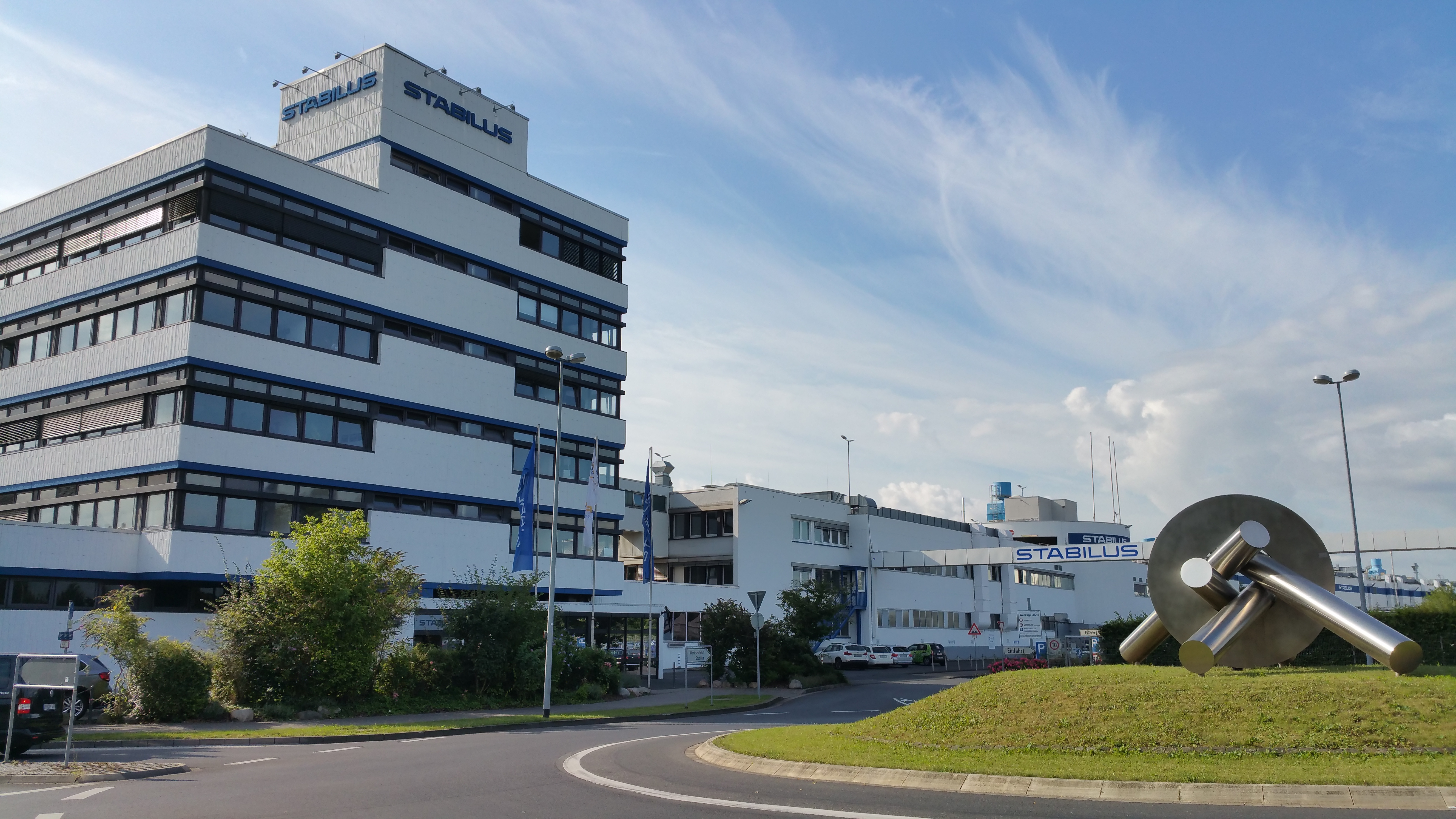
Das Stabilus-Werk in Koblenz-Neuendorf

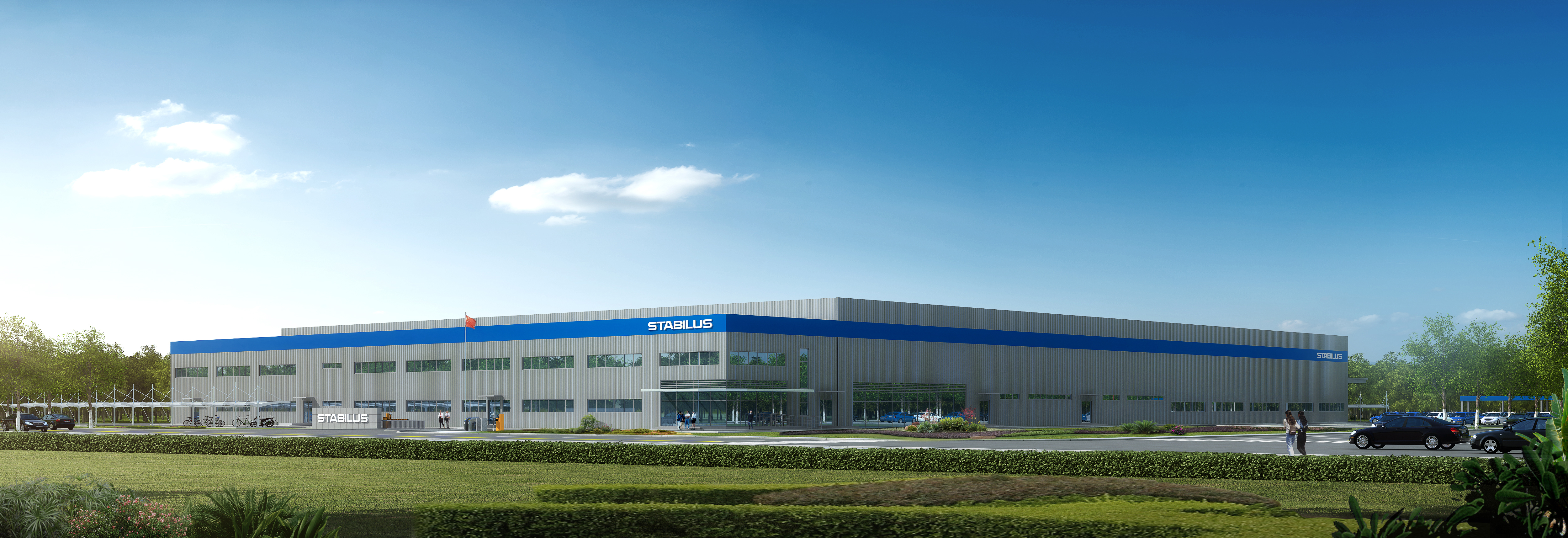
Das 2021 eröffnete neue Produktionswerk im chinesischen Pinghu

Die Stabilus SE ist ein börsennotierter globaler Anbieter für Lösungen im Bereich der Bewegungstechnologie (Motion Control). Das Unternehmen vereint eine Reihe hochspezialisierter Marken aus den Bereichen Automotive und Industrie. Das Angebot besteht aus Gasdruckfedern (kurz: Gasfedern), hydraulischen Dämpfern,  elektromechanischen Antrieben (auch Klappenantrieben) und Produkten zur Vibrationsisolierung. Die Unternehmensgruppe unter dem Dach einer Europäischen Aktiengesellschaft (international auch lateinisch Societas Europaea genannt, abgekürzt SE) besteht aus der Kernmarke Stabilus als GmbH mit Hauptverwaltung in Koblenz sowie den Expertenmarken ACE, HAHN Gasfedern, Fabreeka, Tech Products sowie General Aerospace. Zudem ist Stabilus an weiteren spezialisierten Unternehmen im Motion Control Bereich beteiligt. Des Weiteren erwarb die Stabilus Gruppe im Frühjahr 2024 den Industrial-Automation-Spezialisten Destaco. Das Unternehmen wurde 1934 gegründet und beschäftigte im Jahr seines 90-jährigen Bestehens weltweit über 8.000 Mitarbeiter. Sie erwirtschaften im Jahr 2024 einen Umsatz von 1,306 Milliarden Euro. Die 45 Produktions- und Vertriebsstandorte verteilen sich auf 19 Länder.

## Gründung und Firmengeschichte

### 1930er
Stabilus ging aus der Firma Hanko (gegründet 1924) hervor, die vorrangig Fahrzeuge aus den USA nach Deutschland importierte. Da die Straßenlage dieser Wagen nicht zufriedenstellend war, wurden die ersten hydraulischen Hebelstoßdämpfer entwickelt und ab 1928 hergestellt. 1934 wurde die Stabilisatorenabteilung selbstständig, der Name Stabilus (abgeleitet von Stabilisator) entstand. Noch im Gründungsjahr des Unternehmens fand die Koblenzer Innovation unter dem Titel „Der neue Stabilisator ,Stabilus‘“ im Fachorgan „ATZ Automobiltechnische Zeitschrift“ Erwähnung: „In neuerer Zeit scheint sich der unter dem Namen ,Stabilus‘ herausgebrachte Stabilisator sowohl bei Personenwagen wie auch Lastkraftwagen und Omnibussen vorzüglich zu bewähren.“
1936 – zu den Olympischen Spielen – reisten viele ausländische Besucher mit ihren eigenen Pkw an. Hanko Berlin und Hanko Koblenz übernahmen den technischen Service und empfahlen ihren Kunden, ihre Kraftfahrzeuge – vorwiegend Modelle von Chrysler, Packard und Nash – bei Stabilus mit Stoßdämpfern und Stabilisatoren ausrüsten zu lassen, um den Fahrkomfort zu erhöhen.
Die stetig steigende Nachfrage führte dazu, dass Stabilus von einem handwerklichen Betrieb auf eine industrielle Fertigung umstellen musste. Da aber das Land westlich des Rheins militärisches Einzugsgebiet war, wurden keine neuen Genehmigungen für industrielle Betriebe erteilt. Dies umging man, indem 1937 der Betrieb der Firma Hermann Wolf aus Aachen nach Koblenz verlegt wurde. Hierbei handelte es sich um einen Umzug in das westliche Sperrgebiet und nicht um eine genehmigungspflichtige Neugründung. Die Belegschaft der Firma Wolf wurde inklusive des gesamten Maschinenparks übernommen. 1939 wurde Stabilus wie fast alle deutschen Industrieunternehmen zum Wehrwirtschaftsbetrieb erklärt. Um das vorgeschriebene Produktionssoll zu erreichen, wurde die 60-Stunden-Woche eingeführt.

### 1940er
1940 musste der größte Teil der Fabrikationseinrichtungen auf die Fertigung von Hüllen und Böden von Granaten umgestellt werden. Mitte 1940 wurde eine neue, moderne Werkshalle eingerichtet. Während die bisherigen Maschinen über Transmission angetrieben wurden, hatte jetzt jede Maschine ihren eigenen Motor. Um den Mangel an Rohmaterial zu umgehen, musste 1941 der bisher gefertigte Zweirohr- zu einem Einrohrstoßdämpfer umkonstruiert werden.
1944 wurde das Verwaltungsgebäude während alliierter Luftangriffe völlig zerstört. Das Werk in Koblenz-Neuendorf wurde durch Brand- und Sprengbomben beschädigt. Als Koblenz 1945 durch US-amerikanische Heereseinheiten eingenommen wurde, bedeutete dies das vorläufige Ende der Firma Stabilus. Die ersten Aufträge in der 2. Jahreshälfte bestanden im Wesentlichen aus Reparaturarbeiten für Koblenzer Betriebe. Es wurden Zahnräder, Ritzel, Wellen und Lagerungen hergestellt. Anfang 1946 wurde die Stoßdämpferproduktion wieder aufgenommen.

### 1950er

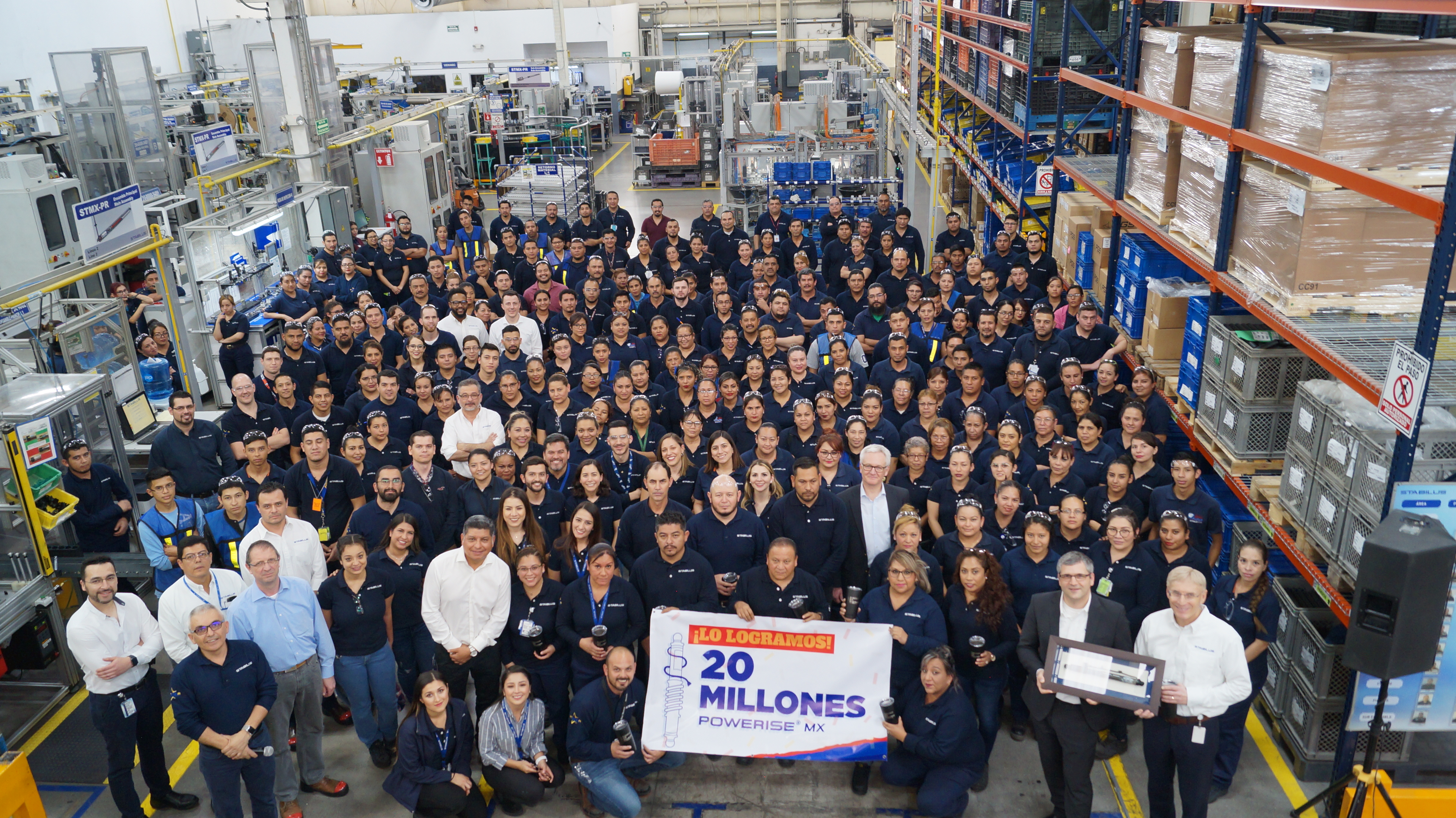
Im 25. Jahr seines Bestehens produziert das Werk im mexikanischen Ramos Arizpe den 20millionsten Powerise-Antrieb.

Der Einrohrstoßdämpfer wurde weiterentwickelt und verstärkt bei Motorrädern und Motorrollern eingesetzt. Ab 1955 wurde dieser Dämpfer auch als Lenkungsdämpfer z. B. im VW Käfer eingesetzt. Die erste werkseigene Hartverchromungsanlage wurde 1956 aufgebaut. Bei dem Bau einer neuen Werkshalle im Frühjahr 1958 stieß man auf einen römischen Soldatenfriedhof. Die gefundenen Gegenstände wurden aufgearbeitet und dem Landesmuseum Rheinland-Pfalz übergeben.

### 1960er
In den 1960er Jahren wurde an der Entwicklung weiterer Stoßdämpfertypen gearbeitet – z. B. an Federbeinen mit größerem Hub und besserem Federungskomfort. In diesem Gerät wurde ein Gaskissen statt der sonst eingesetzten mechanischen Feder eingesetzt. Die ersten Dämpfer für den Einsatz in Waschmaschinen und zur Motorschwingungsdämpfung in Pkw erlangten Serienreife. 1965 übernahm Fichtel & Sachs Stabilus als 100-prozentige Tochter. Die Produktlinie LIFT-O-MAT, die alle nicht blockierbaren Gasfedern umfasst, erreichte 1962 die Serienreife, die Produktlinie BLOC-O-LIFT, die blockierbaren Gasfedern, gingen drei Jahre später im Jahr 1965 an den Serienstart.

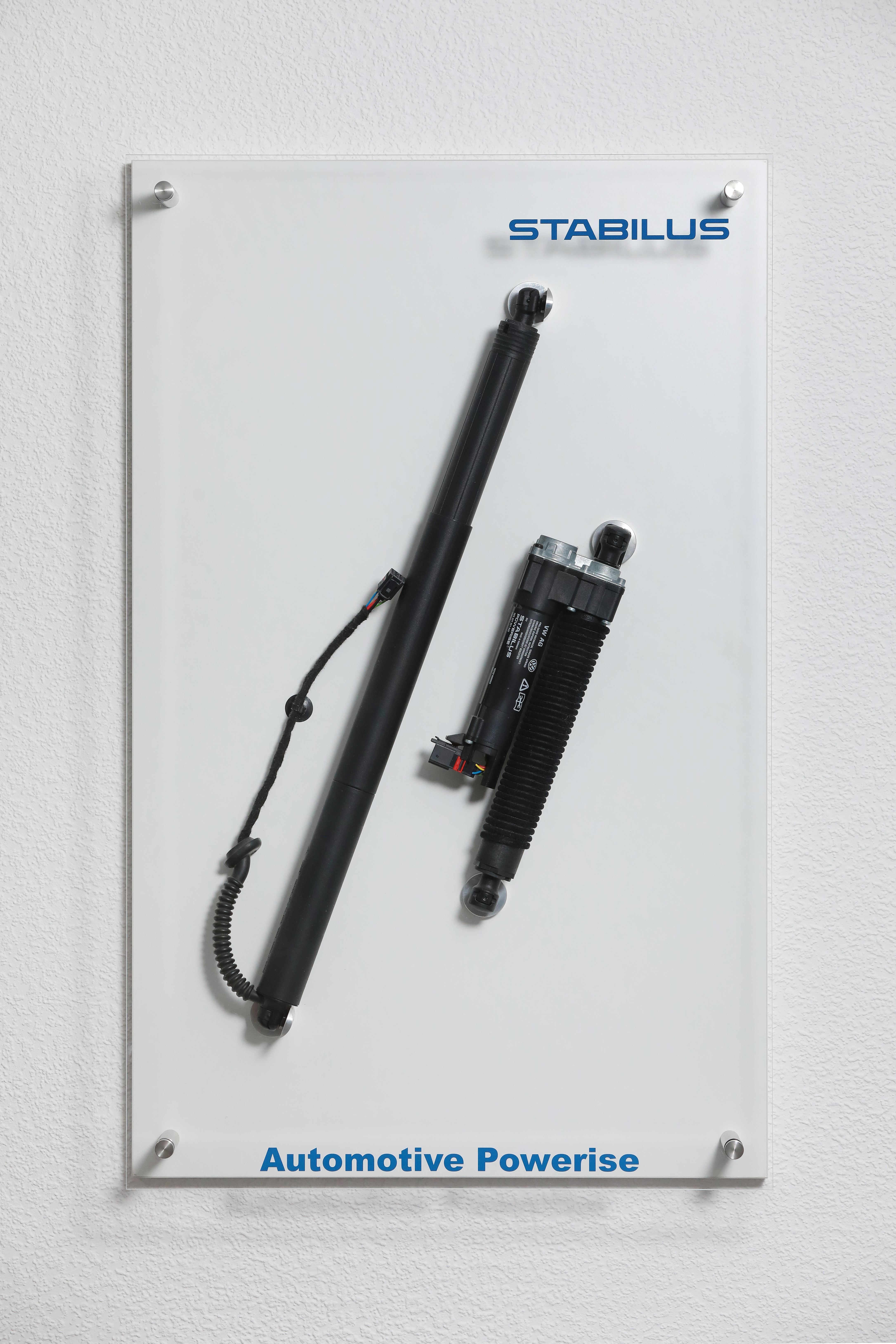
Das Klappenöffnungs- und Schließsystem „Powerise“ erlangt 2002 Serienreife.

### 1970er bis 1990er
In den 1970ern wurde die Produktion verstärkt ausgebaut. Von der Handfertigung wurde gezielt auf maschinelle Fertigung umgestellt. Die Gasfedern zur stufenlosen Sitzhöhenverstellung STAB-O-MAT und STAB-O-BLOC erlangten 1972 Serienreife.
Um den wachsenden Anforderungen der ausländischen Kunden gerecht zu werden, wurden Werke in aller Welt gegründet: Gastonia, Vereinigte Staaten (1972); Lezama, Spanien (1981; Werksschließung 2011); Dingley, Australien (1985); England (1988, Werk 2003 geschlossen); Ramos Arizpe, Mexiko (1994); Villar Perosa, Italien (1994, Werk 2009 geschlossen) und Itajubá, Brasilien (1997). 1999 wurde die 1-Milliardste Gasfeder produziert.
Zwischen 1987 und 1991 wurde die Mutter Fichtel & Sachs schrittweise von Mannesmann übernommen, im Abwehrkampf gegen die drohende Übernahme fasste diese alle Nicht-Telekom-Aktivitäten in Atecs zusammen.

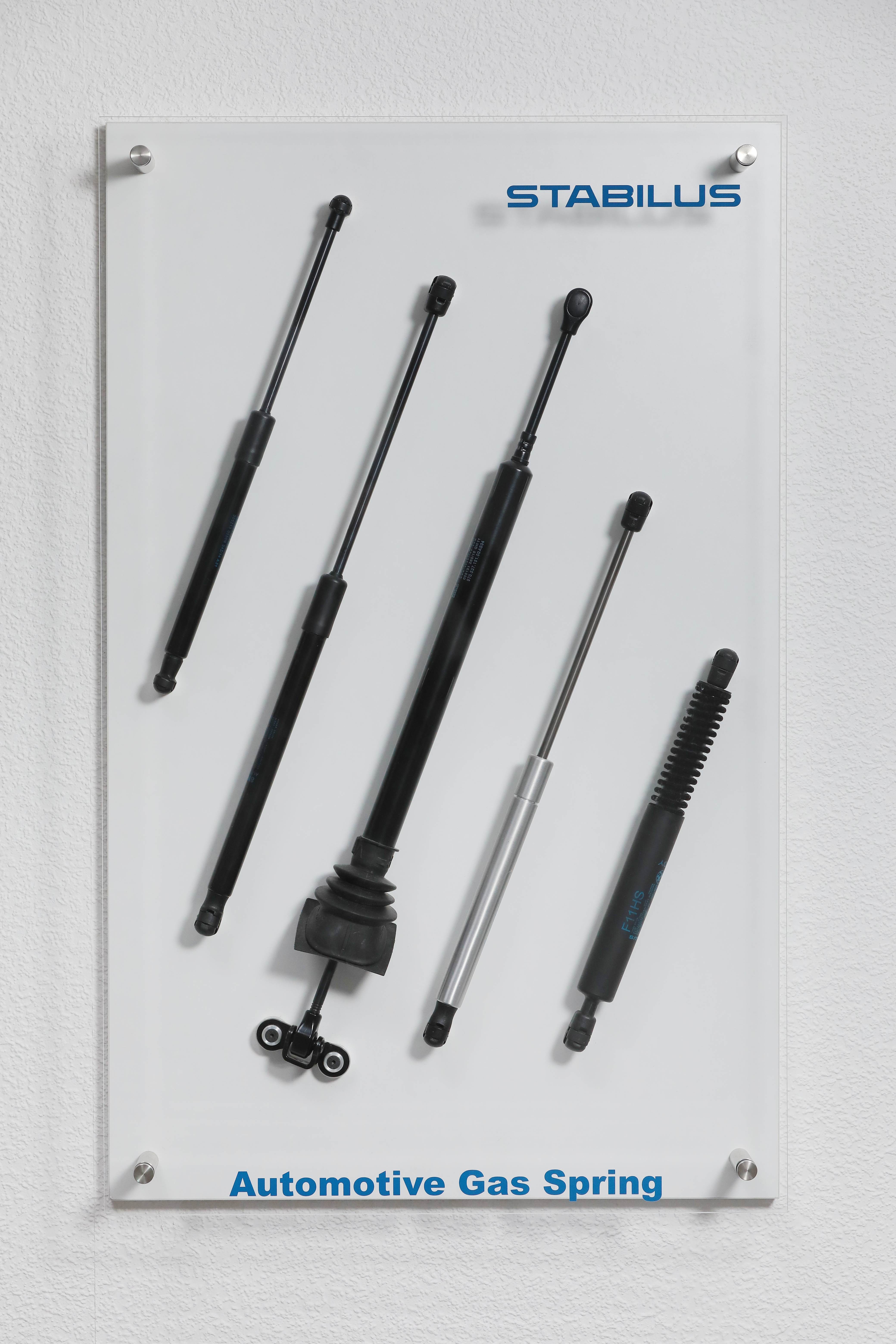
Gasfedern sind aus dem modernen Automobilbau nicht mehr wegzudenken.

### 2000er
Nach der Übernahme von Mannesmann durch Vodafone verkaufte diese Atecs an ein Konsortium aus Siemens und Bosch, die die einzelnen Bereiche unter sich aufteilten und nicht passende an Dritte weiterveräußerten.

Der stufenlose Türfeststeller „Dorstop“ gelangte 2001 zu Serienreife, das Klappenöffnungs- und Schließsystem „Powerise“ (ehemals STAB-O-FOCS genannt) 2002.

Das seit 2002 zur Demag Holding/KKR gehörende Unternehmen wurde 2004 an den Private-Equity-Fonds Montagu veräußert.
Es erfolgten weitere Werksgründungen: Auckland, Neuseeland (2000); Suwon-si, Korea (2003); Changchun, Brașov, Rumänien (2005); Changzhou, China (2007) und Produktionsstart bei Powerise Automotive in Mexiko (2009). Mit der Gründung des Werkes in Rumänien wurde die Fertigung der Produkte STAB-O-MAT und STAB-O-BLOC komplett dorthin verlagert. Der zur Produktion benötigte Maschinenpark wurde ebenfalls vom Werk in Koblenz nach Rumänien verlagert.
Anfang 2008 wurde Stabilus von Montagu für 525 Millionen Euro an Paine & Partners, eine US-Beteiligungsgesellschaft, veräußert. Des Weiteren entschloss man sich, den Stuhl-Gasfeder-Bereich der Firma Suspa zu übernehmen (Werkzeuge, Vertriebs- und Kundenkontakte).

## Neuausrichtung in den 2010er und 2020er Jahren

### 2010er
Das Private-Equity-Unternehmen Triton Partners erwarb Anfang 2010 über einen Schuldenbeteiligungstausch („Debt-to-Equity-Swap“) die Mehrheitsanteile. 2011 startete die Produktion des Powerise-Antriebs im Werk in Rumänien. Anfang 2014 plante Triton, Stabilus an die Börse zu bringen. Im Frühjahr verkaufte der PE-Investor seine restlichen 20 Prozent am Autozulieferer und bereitet damit den eigenständigen Börsengang von Stabilus vor.
Am 23. Mai 2014 erfolgte der Börsengang der zu diesem Zeitpunkt luxemburgischen Holdinggesellschaft an der Frankfurter Wertpapierbörse im Prime Standard des regulierten Marktes. Die Stabilus S.A. (heute SE) wurde im September 2014 in den SDAX aufgenommen. Im Juni 2016 wurde der Zukauf der SKF-Unternehmen ACE, HAHN Gasfedern und Fabreeka/Tech Products abgeschlossen. Mit der Übernahme dieser Unternehmen, die auf langjährige Erfahrungen in den Bereichen Bewegungssteuerung, Dämpfer und Vibrationsisolierung zurückblicken, plante Stabilus, seine Geschäfte im Bereich der Industriekunden deutlich auszubauen. Die Umsatzerlöse stiegen seit dem Börsengang von 611,3 Millionen Euro im Geschäftsjahr 2015 vor allem auch dank des ausgeweiteten Industriekundengeschäfts auf 937,7 Millionen Euro im Geschäftsjahr 2021.
Anfang 2019 erwarb Stabilus die General Aerospace GmbH, einen Zulieferer für Gasdruckfedern speziell für die Luftfahrtindustrie, sowie die Clevers S.R.L., um sein Industriegeschäft weiter zu stärken und auszubauen. Im Juni beteiligte sich Stabilus am türkischen Gasfeder-Spezialisten Piston. In Pinghu in China wurde ein neues Werk für Powerise-Antriebe errichtet.

### 2020er
Lag der Umsatzanteil der Geschäftseinheit Industrie 2015 noch bei 24 Prozent, ist er 2021 auf bereits 40 Prozent der Gesamterlöse gestiegen. Diese Strategie soll der gesamten Unternehmens-Gruppe dauerhaft neues und nachhaltiges Wachstum ermöglichen, zumal mit dieser Neuausrichtung die Abhängigkeit vom viele Jahre den Erfolg bestimmenden Geschäftsbereich Automobil verringert werden kann. Zwar wächst Stabilus auch in seinem angestammten Bereich der Automobilzulieferung weiterhin, mit der Neuausrichtung seiner Markenstrategie sollen jedoch die vielfältigen Aktivitäten im Industriegeschäft gebündelt werden.
2021 wurde mit der Cultraro Automazione Engineering S.r.l. eine strategische Partnerschaft geschlossen, einem Hersteller von Bewegungsverzögerern mit Sitz bei Turin. Ebenfalls 2021 beteiligte sich Stabilus an Synapticon, ein 2012 gegründetes Technologieunternehmen mit Hauptsitz in Schönaich nahe Stuttgart, das auf die Entwicklung hochkompakter und hoch integrierter Elektronik zur Bewegungssteuerung spezialisiert ist.
2021 erfolgte die Fertigstellung und Eröffnung des neuen Produktionsstandorts im chinesischen Pinghu.
Die Rechtsform der Gesellschaft wurde von einer Société Anonyme (S. A.) nach luxemburgischem Recht in eine Europäische Gesellschaft (Societas Europaea) umgewandelt. Gleichzeitig erfolgte damit eine Verlegung des Hauptsitzes des Unternehmens von Luxemburg nach Deutschland.
Im Oktober 2023 wurde die Absicht Stabilus’ bekannt, das US-amerikanische Unternehmen Destaco für 640 Millionen Euro von der Dover Corporation zu kaufen. Destaco erwirtschaftete mit Spann-, Greif- und Positioniersystemen im Geschäftsjahr 2022 einen Umsatz von 213 Millionen US-Dollar. Nach erfolgten notwendigen behördlichen Genehmigungen hat die Stabilus SE Destaco im März 2024 zu 100 Prozent übernommen und seither in die Unternehmensgruppe integriert.